# Lubušsko

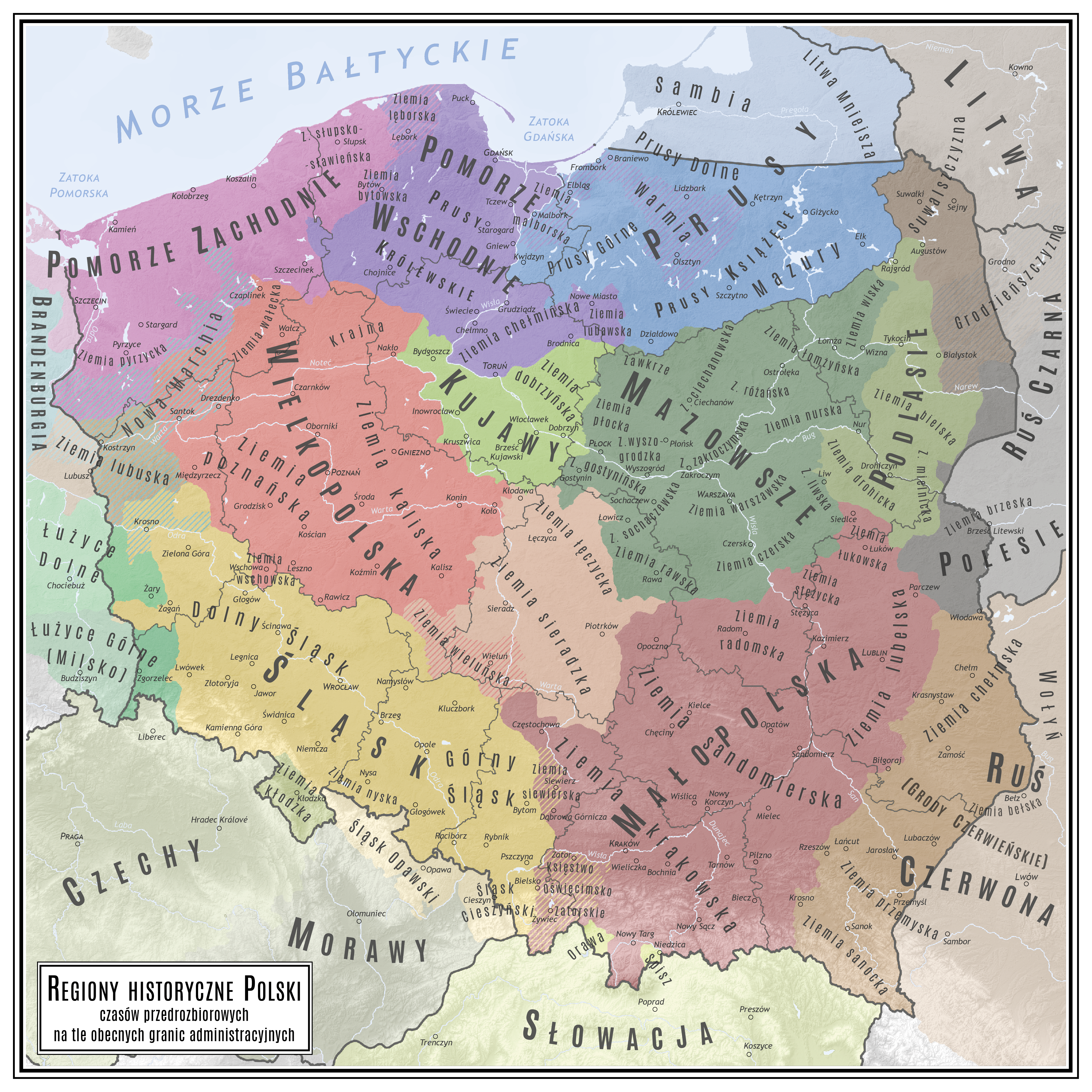
Lubušsko a další historické země Polska na pozadí moderních správních hranic

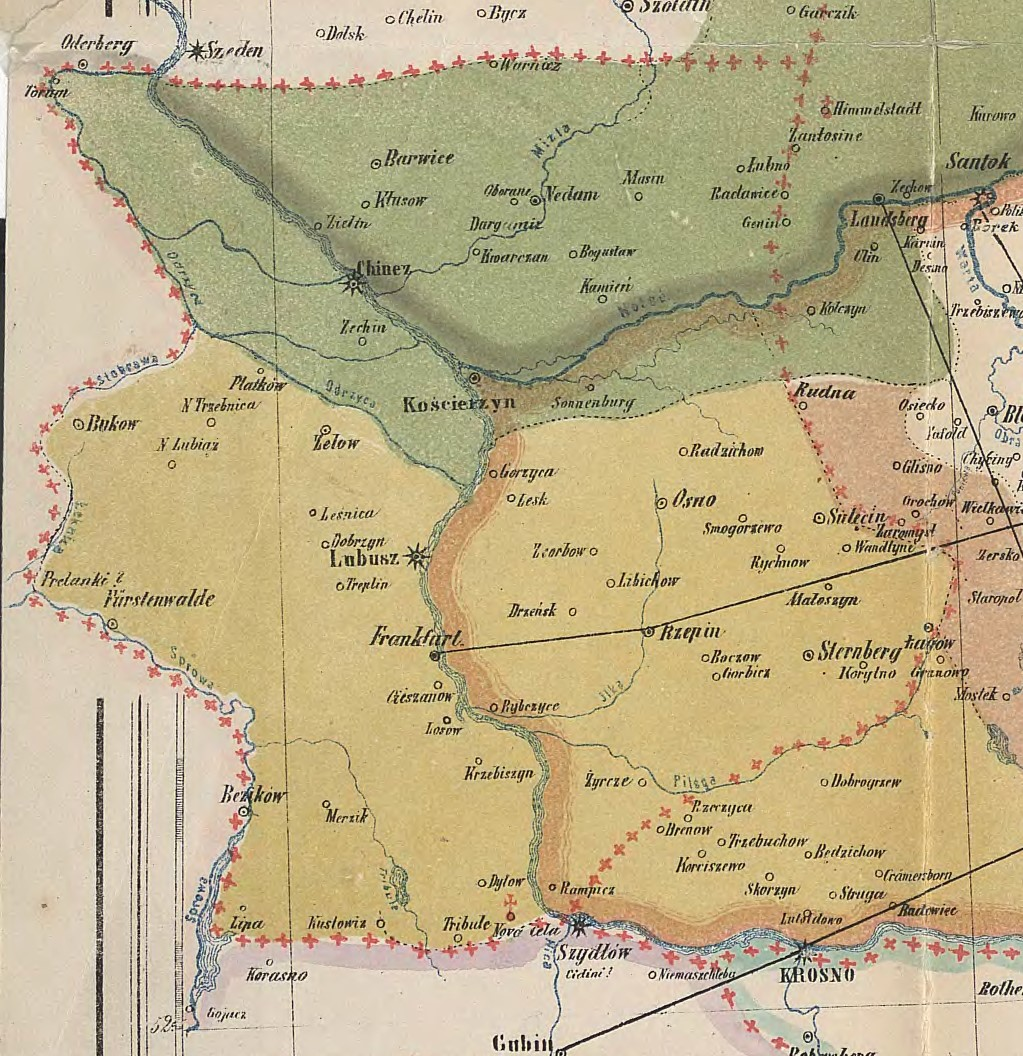
Lubušsko během období vlády Piastovců na mapě z 19. století

Lubušsko (polsky Ziemia Lubuska, německy Land Lebus) je termín používaný ve dvojím významu:
- Označení kmenového území slovanských Lubušanů rozkládající se na obou březích Odry mezi ústím Lužické Nisy a Noteće. Jeho centrem bylo dnešní městečko Lubuš (Lebus), od roku 1133 sídlo lubušské diecéze. Ve 13. století se stalo součástí braniborské Nové marky.
- Hovorové synonymum pro území Lubušského vojvodství zřízeného v roce 1998 a jeho předchůdce, Zelenohorského vojvodství v letech 1950–1975. Tvoří jej části Dolního Slezska, Dolní Lužice, Velkopolska a Nové marky včetně východní poloviny středověkého Lubušska, avšak slezská, lužická či braniborská identita obyvatel po poválečné výměně populace v podstatě vymizela a jelikož se nyní jedná o jeden funkční celek, tak se v něm formuje novodobá lubušská identita a vzniká tím nový kulturně-zeměpisný region na mapě Polska. Odvolání k starým Lubušanům původně sloužilo polským politikům po druhé světové válce k odůvodnění historických nároků na „znovuzískaná území“ jakožto území, která patřila k Polsku za Boleslava I. Chrabrého.[1][2][3][4]